# Гайдек
Гайдек (нім. Heideck) — місто в Німеччині, розташоване в землі Баварія. Підпорядковується адміністративному округу Середня Франконія. Входить до складу району Рот.
Площа — 58,64 км2. Населення становить 4653 ос. (станом на 31 грудня 2020).